# Liste der Kulturdenkmäler in Mainz-Gonsenheim
In der Liste der Kulturdenkmäler in Mainz-Gonsenheim sind alle Kulturdenkmäler im Ortsbezirk Gonsenheim der rheinland-pfälzischen Stadt Mainz aufgeführt. Grundlage ist die Denkmalliste des Landes Rheinland-Pfalz (Stand: 5. Dezember 2023).

## Denkmalzonen
| Bezeichnung                                  | Lage | Baujahr                   | Beschreibung | Bild                           |
| -------------------------------------------- | --- | ------------------------- | --- | ------------------------------ |
| Denkmalzone Alte Kaserne                     | Kurt-Schumacher-Straße 41/43 Lage | 1893–95                   | ehemalige Artilleriestraße des 1. Nassauischen Feldartillerie-Regiments Nr. 27 Oranien: südliche Hälfte des ursprünglich zwei Exerzierplätze umgreifenden Gebäudekomplexes aus Kommandeursbau, Stabsgebäude, Mannschaftsbau, Reithalle, Bau des Quartiermeisters mit Kasino, Remisen und weiteren Kleinbauten; kleinteilig aufgelockerte Gebäudetrakte in Klinkermauerwerk und Fachwerk mit Schieferdächern, 1893–95, um 1905 erweitert, Kaserne bis 1930, danach Aufteilung in Kleinwohnungen mit Kleingärten; militärgeschichtlich bedeutendes Beispiel eines ländlichen Kasernentyps; beeinflusste die zeitgenössische Wohnhausarchitektur Gonsenheims | weitere Bilder Fotos hochladen |
| Denkmalzone Breite Straße 5–11               | Breite Straße 5–11 (ungerade Nummern) Lage | um 1900                   | späthistoristisches Ensemble, um 1900, mit anspruchsvollen Wohnhäusern, ehemaliger Gemeinde-Apotheke (Nr. 9, 1899) und Postamt (Nr. 5, 1903) | Fotos hochladen                |
| Denkmalzone Breite Straße 43–55              | Breite Straße 43–55 (ungerade Nummern), Waldstraße 6, Wilhelm-Raabe-Straße 5 Lage | um 1900                   | einheitliches Ensemble der späten Gründerzeit, aus ein- und eineinhalbgeschossige Klinkerbauten, um 1900 | weitere Bilder Fotos hochladen |
| Denkmalzone Breite Straße 58–64              | Breite Straße 58–64 (gerade Nummern), Kurt-Schumacher-Str. 33 Lage | um 1900                   | Gruppe doppelgeschossiger Wohn- und Geschäftshäuser, um 1900 (Nr. 60 Neubau) in der Blickachse der evangelischen Kirche, von städtebaulicher Bedeutung | weitere Bilder Fotos hochladen |
| Denkmalzone Friedrichsstraße 1–21            | Friedrichsstraße 1–21 (ungerade Nummern), Heidesheimer Straße 45, 47 Lage | Ende des 19. Jahrhunderts | Ensemble vornehmer Sommerhäuser und Villen in malerischer Stilauffassung, typisch für das Baugeschehen im Waldvillenviertel, Ende des 19. Jahrhunderts bis gegen 1914 | weitere Bilder Fotos hochladen |
| Denkmalzone Gerhart-Hauptmann-Straße         | Gerhart-Hauptmann-Straße 36 bis 65, Maler-Becker-Straße 5 Lage | 1905–08                   | Ensemble eineinhalb- und zweigeschossiger villenartiger Wohnhäuser mit malerisch gruppierter Massenverteilung, Jugendstilmotive, mit schmiedeeisernen Vorgartenzäunen, 1905–08 | weitere Bilder Fotos hochladen |
| Denkmalzone Heidesheimer Straße              | Heidesheimer Straße 53–65 (ungerade Nummern) Lage | um 1910                   | Gruppe von sechs villenartigen Wohnhäusern, reduzierter Landhausstil, Varianten eines Musterhaustyps, um 1910 | weitere Bilder Fotos hochladen |
| Denkmalzone Kapellenstraße/Lennebergstraße   | Kapellenstraße 9, 11, 12, 15, 16, Lennebergstraße 4, 6, 6a/6b, 8 Lage |                           | geschlossener Teil des Waldvillenviertels, 1900–10, veranschaulicht die Spielarten der lokalen Villenarchitektur | weitere Bilder Fotos hochladen |
| Denkmalzone Historischer Dorfkern Gonsenheim | Budenheimer Straße, Ellenbogenstraße, Grabenstraße, Im Niedergarten, Kirchgäßchen, Kirchstraße, Klosterstraße, Mainzer Straße, Ölwiesenstraße, Pfarrstraße, Raiffeisenstraße, Schmiedegasse, Gonsbach zwischen An der Oberpforte und Im Niedergarten Lage                                                      | 16. bis 20. Jahrhundert   | Kernbereich des lang gestreckten bis zum Spätmittelalter besiedelten Straßendorfes in der Ausdehnung des frühen 19. Jahrhunderts zwischen Grabenstraße und Gonsbach, mit Kirche, Rathaus (ehemaliges Schulhaus); Aufreihung von Haken- und Vierseithöfen mit ein- bis zweigeschossigen Wohnhäuser des 16. bis 20. Jahrhunderts, Scheunenkranz, an Grabenstraße und Budenheimer Straße Arbeiter- und Handwerkerhäuser des späten 19. Jahrhunderts | weitere Bilder Fotos hochladen |
| Denkmalzone Siedlung Friedrich-Ebert-Platz   | Friedrich-Ebert-Platz 1, 2, 3, 4, 6, 8, Adam-Riese-Straße 2, Graf-Stauffenberg-Straße 36, 45a, Friedensstraße 38/40, Waldstraße 18/Eleonorenstraße 42, Waldstraße 20/Eleonorenstraße 41, Waldstraße 21/23, 22/24, Eleonorenstraße 43/Oranienstraße 7, Eleonorenstraße 44/Oranienstraße 5, Oranienstraße 8 Lage | 1925/26                   | Arbeitersiedlung von der Gemeinde Gonsenheim errichtet, zweigeschossige Doppel- und Einzelhäuser mit Walm-, Krüppelwalm- oder Mansardwalmdächern, barockisierender Heimatstil oder neuklassizistische oder expressionistische Motive, 1925/26 | weitere Bilder Fotos hochladen |
| Denkmalzone Siedlung Lennebergplatz          | Lennebergplatz, An der Prall, Arndtstraße, Heidesheimer Straße 72, 74, Herderplatz, Kapellenstraße 33/35, 37/39, Lennebergstraße 14–40 (gerade Nummern), Reinhold-Schneider-Straße, Theodor-Körner-Straße 4–18 (gerade Nummern), 3–13 (ungerade Nummern) Lage                                                  | 1921–24                   | 1921–24 von der Reichsvermögensverwaltung für die französische Besatzung errichtet; freistehende Einzel- und Doppelhäuser entlang von Wegesystemen mit kennzeichnenden Platzanlagen und dem Wechsel von axialen und radialen Elementen, zweigeschossige Putzbauten mit gaubenbesetzten Walmdächern, Formen des Heimatstils und des Neuklassizismus. Die hierarchische Gliederung der Bewohner spiegelt sich in abgestuften Detailformen von Fensterrahmungen und Dachdeckungen, in ihrer ursprünglichen Struktur erhaltene Anlage, bemerkenswertes Zeugnis der Siedlungsarchitektur der 1920er Jahre, von städtebaulichem Rang                            | weitere Bilder Fotos hochladen |

## Einzeldenkmäler
| Bezeichnung                                               | Lage                                                                       | Baujahr                            | Beschreibung | Bild                           |
| --------------------------------------------------------- | -------------------------------------------------------------------------- | ---------------------------------- | --- | ------------------------------ |
| Katholische Pfarrkirche St. Petrus Canisius               | Alfred-Delp-Straße 64 Lage                                                 | 1955–56                            | Backsteinbau auf parabelförmigem Grundriss mit Flachtonnendach, 1955–56, Architekt Hugo Becker, Mainz | weitere Bilder Fotos hochladen |
| Neumühle                                                  | An der Nonnenwiese 45 Lage                                                 | spätes 18. Jahrhundert             | auch Untere Gonsmühle; großvolumiger Krüppelwalmdachbau, im Kern aus dem späten 18. Jahrhundert | Fotos hochladen                |
| Napoleonstein                                             | Breite Straße, in der Pfarrer-Grimm-Anlage Lage                            | 1839                               | Rotsandsteinstele, bezeichnet 1839 und 1926 (renoviert) | weitere Bilder Fotos hochladen |
| Ludwigsdenkmal                                            | Breite Straße, in der Pfarrer-Grimm-Anlage Lage                            | 1863                               | Rotsandsteinstele, bezeichnet 1863 und 1888 (renoviert) | Fotos hochladen                |
| Erinnerungsmal des 1. Feldartillerieregiments von Oranien | Breite Straße, in der Pfarrer-Grimm-Anlage Lage                            | 1933                               | Steingussstele, von Carl Hoffmann, Mainz, bezeichnet 1933 | Fotos hochladen                |
| Kriegerdenkmal 1914/18                                    | Breite Straße, in der Pfarrer-Grimm-Anlage Lage                            | 1938                               | ehrenhofartige Anlage mit Gussteinplastik, Entwurf von Albert Ditt, 1938; Mitte der 1950er Jahre erweitert | weitere Bilder Fotos hochladen |
| Wohnhaus                                                  | Breite Straße 1 Lage                                                       | 1912                               | eingeschossiger villenartiger Krüppelwalmdachbau mit turmartigem Mittelrisalit, 1912; einschließlich Ausstattung | Fotos hochladen                |
| Villa                                                     | Breite Straße 1c Lage                                                      | 1913                               | neuklassizistischer Walmdachbau, 1913 | Fotos hochladen                |
| Maler-Becker-Schule                                       | Breite Straße 4, Kirchstraße 36, Maler-Becker-Straße 1, Schulstraße 7 Lage | 1882–1930                          | stattliche Baugruppe, 1882–1930; Schulstraße 7: großvolumiger gründerzeitlicher Klinkerbau, bezeichnet 1882; Maler-Becker-Straße 1: gründerzeitlicher Rotklinkerbau, 1895, Architekt: Jacob Secker; Kirchstraße 36: dreigeschossiger Walmdachbau, 1907, Architekt Gemeindebaumeister Schwarz, Erweiterung 1930 | Fotos hochladen                |
| Wohnhaus                                                  | Breite Straße 11 Lage                                                      | 1897                               | Klinkerbau, Neurenaissance, bezeichnet 1897 | Fotos hochladen                |
| Wohnhaus                                                  | Breite Straße 64, Kurt-Schumacher-Straße 33 Lage                           | 1904                               | Doppelwohnhaus; Eckhaus, stattlicher neugotischer Klinkerbau, 1904; Architekt Peter Hein | Fotos hochladen                |
| Evangelische Pfarrkirche                                  | Breite Straße, Elbestraße Lage                                             | 1902/03                            | sogenannte Inselkirche; neugotischer Saalbau, 1902–1903, Architekt Reinhold Weisse | weitere Bilder Fotos hochladen |
| Villa                                                     | Finther Landstraße 3 Lage                                                  | um 1905                            | eineinhalbgeschossiger Krüppelwalmdachbau im Landhausstil, um 1905 | Fotos hochladen                |
| Villa                                                     | Friedrichsstraße 3 Lage                                                    | 1893                               | spätgründerzeitlicher Gelbklinkerbau mit Walmdach, 1893; Architekt Jacob Secker | Fotos hochladen                |
| Wohnhaus                                                  | Gerhart-Hauptmann-Straße 20 Lage                                           | 1907–09                            | Einfamilienwohnhaus im Landhausstil, spätgründerzeitlicher Gelbklinkerbau mit Walmdach, 1907–09, Architekt Jacob Secker; einschließlich Ausstattung | Fotos hochladen                |
| Gasthaus                                                  | Heidesheimer Straße 1 Lage                                                 | 1906                               | repräsentativer Eckbau mit Mansardwalmdach, historisierender Jugendstil, 1906, Architekt Adam J. Freitag | Fotos hochladen                |
| Garteneinfriedung                                         | Heidesheimer Straße, bei Nr. 27 Lage                                       | um 1905                            | Garteneinfriedung einer Villa, Jugendstil, um 1905 | Fotos hochladen                |
| Wohnhaus                                                  | Heidesheimer Straße 30 Lage                                                | 1894                               | späthistoristischer Putzbau auf unregelmäßigem Grundriss, 1894 von August Hock, 1899 von Ritzert erweitert | Fotos hochladen                |
| Garteneinfriedung                                         | Heidesheimer Straße 31 Lage                                                | um 1910                            | Garteneinfriedung eines Sommerhauses, Jugendstil, um 1910 | Fotos hochladen                |
| Villa                                                     | Heidesheimer Straße 37 Lage                                                | um 1910                            | Putzbau im Heimatstil, Borkenhäuschen, um 1910 | Fotos hochladen                |
| Villa                                                     | Heidesheimer Straße 40 Lage                                                | 1907                               | Putzbau im Landhausstil, 1907, von Jacob Secker | Fotos hochladen                |
| Wohnhaus                                                  | Heidesheimer Straße 47 Lage                                                | 1890                               | Sommerhaus; eineinhalbgeschossiger Gelbklinkerbau, 1890 | Fotos hochladen                |
| Villa                                                     | Heidesheimer Straße 57 Lage                                                | 1893                               | kubischer Walmdachbau, Gartenpavillon, 1893; Architekt: Ludwig Becker | Fotos hochladen                |
| Wohnhaus                                                  | Heidesheimer Straße 66 Lage                                                | um 1900                            | villenartiges Wohnhaus, eingeschossiger Klinkerbau, um 1900 | Fotos hochladen                |
| Villenkolonie Tannenheim                                  | Heidesheimer Straße 110/112 Lage                                           | 1913                               | Doppelvilla im Landhausstil, 1913; Architekt: Ottomar Stein | weitere Bilder Fotos hochladen |
| Villa                                                     | Jahnstraße 7 Lage                                                          | 1925                               | eingeschossiger kubischer Mansardwalmdachbau, neuklassizistische und barockisierende Motive, bezeichnet 1925 | Fotos hochladen                |
| Villa                                                     | Jahnstraße 11 Lage                                                         | 1925                               | kubischer Pyramidendachbau, neuklassizistische und expressionistische Motive, 1925 | Fotos hochladen                |
| Villa                                                     | Kapellenstraße 9 Lage                                                      | 1905                               | zweieinhalbgeschossiger Putzbau im Landhausstil, wohl von Gustav Peisker | Fotos hochladen                |
| Villa                                                     | Kapellenstraße 12 Lage                                                     | um 1900                            | Klinker- und sandsteingegliederter Backsteinbau mit Fachwerk und Eckturm, Landhausstil, wohl um 1900 | Fotos hochladen                |
| Villa                                                     | Kapellenstraße 15 Lage                                                     | 1900                               | Landhaus- und Jugendstileinfluss, 1900 von Gustav Peisker, 1902 erweitert | weitere Bilder Fotos hochladen |
| Villa                                                     | Kapellenstraße 20 Lage                                                     | 1906                               | spätgründerzeitliche Mansardwalmdachbau, bezeichnet 1906 | Fotos hochladen                |
| Villa                                                     | Kapellenstraße 24 Lage                                                     | 1905                               | zweieinhalbgeschossige Putzbau im Landhausstil, 1905 von Franz Philipp Gill | Fotos hochladen                |
| Katholische Vierzehn-Nothelfer-Kapelle                    | Kapellenstraße 46 Lage                                                     | 1894/95                            | neugotischer Saal, sandsteingegliederter Klinkerbau, 1894/95, Entwurf des Mainzer Dombauamts; südlich der Wallfahrtskapelle Überreste der Sieben Fußfälle | weitere Bilder Fotos hochladen |
| Katholische Pfarrkirche St. Stephan                       | Kirchstraße 1 Lage                                                         | 1870/71                            | dreischiffige neugotische Hallenkirche, Chorkapellen und Querhaus, 1870/71, Architekt Josef Wessicken, Langhaus und Doppelturmfassade, 1905/06, Architekt Ludwig Becker, neubarocke Sakristei, 1905, mit Rokoko-Portal (bezeichnet 1733); am Ostportal Tympanonrelief von Hans Steinheim, Eltville; Pfarrergrabstein, um 1750; Kriegerdenkmal 1914/18, Kunststeinskulptur, nach 1920; Spolien des 17. Jahrhunderts; ortsbildprägend | weitere Bilder Fotos hochladen |
| Kreuzigungsgruppe                                         | Kirchstraße, in Nr. 1 Lage                                                 | 1822                               | Rotsandstein, bezeichnet 1822, von Sebastian Pfaff; in einem Seitenschiff der katholischen Pfarrkirche St. Stephan | Fotos hochladen                |
| Wohnhaus                                                  | Klosterstraße 12 Lage                                                      | zweite Hälfte des 18. Jahrhunderts | spätbarockes Bauernhaus, teilweise Fachwerk (verputzt), wohl aus der zweiten Hälfte des 18. Jahrhunderts | Fotos hochladen                |
| Hofanlage                                                 | Klosterstraße 27 Lage                                                      | um 1800                            | Hakenhof, um 1800; eingeschossiger spätbarocker Eckbau, ehemalige Scheune mit Krüppelwalmdach | Fotos hochladen                |
| Wohnhaus                                                  | Klosterstraße 55 Lage                                                      | 1890                               | Arbeiterwohnhaus; eineinhalbgeschossiger Bruchsteinbau, 1890 | Fotos hochladen                |
| Villa                                                     | Lennebergstraße 6 Lage                                                     | späte 1890er Jahre                 | eingeschossiger späthistoristischer Mansardwalmdachbau mit Kniestock, Ende der 1890er Jahre | Fotos hochladen                |
| Villa                                                     | Lennebergstraße 12 Lage                                                    | 1906                               | Walmdachbau, neuklassizistische und Heimatstil-Einflüsse, 1906 von Jacob Secker | Fotos hochladen                |
| Maxborn                                                   | Lennebergstraße/Ecke Heidesheimer Straße Lage                              | 1911                               | Laufbrunnen, Muschelkalk, 1911 | Fotos hochladen                |
| Villa Lulu                                                | Luisenstraße 6 Lage                                                        | 1905                               | barockisierender Mansardwalmdachbau, 1905 von Peter Bechtold | Fotos hochladen                |
| Villa                                                     | Luisenstraße 17 Lage                                                       | 1908                               | anspruchsvoller Krüppelwalmdachbau im Landhausstil, 1908 von Adam J. Freitag | Fotos hochladen                |
| Wohnhaus                                                  | Mainzer Straße 6 Lage                                                      | 18. Jahrhundert                    | Wohnhaus einer Hofanlage, spätbarocker Krüppelwalmdachbau, 18. Jahrhundert | Fotos hochladen                |
| Wohnhaus                                                  | Mainzer Straße 21/23 Lage                                                  | 1603                               | Renaissancebau, bezeichnet 1603, im Kern wohl älter | Fotos hochladen                |
| Gänshof                                                   | Mainzer Straße 25 Lage                                                     | 1599                               | Wohnhaus, teilweise Fachwerk (verputzt), bezeichnet 1599, im 18. Jahrhundert spätbarock überformt | weitere Bilder Fotos hochladen |
| Wohnhaus                                                  | Mainzer Straße 93 Lage                                                     | Mitte des 18. Jahrhunderts         | Wohnhaus einer Hofanlage; spätbarocker Krüppelwalmdachbau, teilweise Fachwerk (verputzt), Mitte des 18. Jahrhunderts; rückwärtig Doppelscheune mit Krüppelwalmdach, 18. Jahrhundert | Fotos hochladen                |
| Feldkreuz                                                 | Mainzer Straße, Ecke Im Niedergarten Lage                                  |                                    | Rotsandsteinkreuz mit barockem Korpus aus Sandstein | Fotos hochladen                |
| Rathaus                                                   | Pfarrstraße 1 Lage                                                         | 1615                               | stattlicher Renaissancebau, Treppenturm mit Welscher Haube, bezeichnet 1615; ortsbildprägend; ehemaliges Schulhaus, spätbarocker Krüppelwalmdachbau, bezeichnet 1778, um 1900 baulich einbezogen | Fotos hochladen                |
| Katholisches Pfarrhaus                                    | Pfarrstraße 3 Lage                                                         | 1914                               | fünfachsiger Putzbau, bezeichnet 1914, Architekt Ludwig Becker | Fotos hochladen                |
| Villa Ricini                                              | Philipp-Wasserburg-Straße 87 Lage                                          | 1910                               | anspruchsvoller Krüppelwalmdachbau, Neurenaissance und Heimatstil, 1910 | Fotos hochladen                |
| Villa                                                     | Philipp-Wasserburg-Straße 91 Lage                                          | 1885                               | repräsentativer zweiflügeliger Gelbklinkerbau, 1885 von Franz Usinger, 1911 erweitert | weitere Bilder Fotos hochladen |
| Wohnhaus                                                  | Waldstraße 6 Lage                                                          | 1898                               | spätgründerzeitlicher Gelbklinkerbau, bezeichnet 1898, 1910 erweitert | Fotos hochladen                |
| Wegekreuz                                                 | Zwanzig-Morgen-Weg Lage                                                    | 1904                               | Rotsandstein, bezeichnet 1904 | Fotos hochladen                |
| Grabmäler                                                 | im Norden der Gemarkung auf dem Waldfriedhof Lage                          | 19. Jahrhundert                    | Feld 13: Ruhestätte der Familien Ludwig und Schäfer, neugotisch; Feld 17: Grabmal für Joseph Ferdinand Becker († 1877), gotisierende Stele; Feld 20: Grabstätte Schlotterbeck, Galvanoplastik, 19. Jahrhundert | weitere Bilder Fotos hochladen |